# 遊覧船

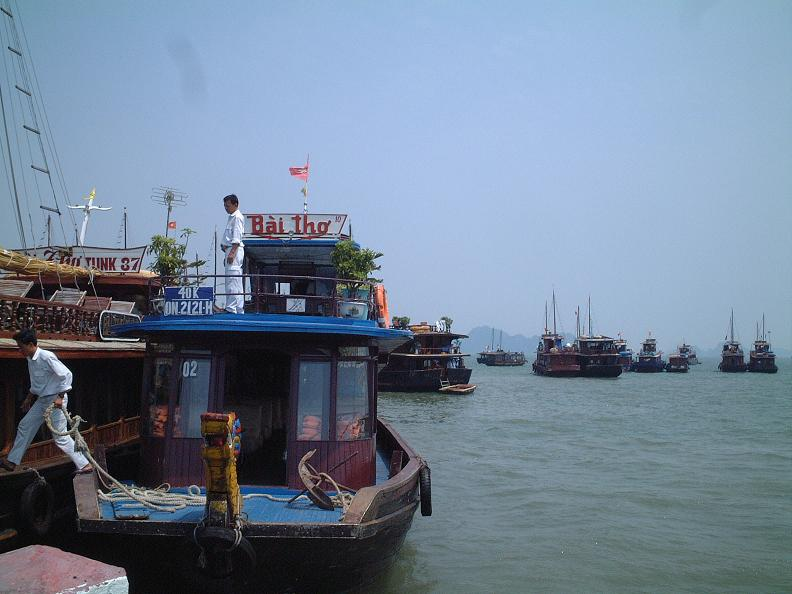
ベトナム・ハロン湾の遊覧船船着場

遊覧船（ゆうらんせん）は客船の一種で、川・湖・沼・港湾など景観の良好な観光地の水域で航行される旅客船。船舶（旅客船）は目的別に、2点間を移動する移動旅客が利用するものと乗降地点は同じで一定コースを遊覧する観光旅客が利用するものに大別され、遊覧船は後者に属する。

## 船の特性

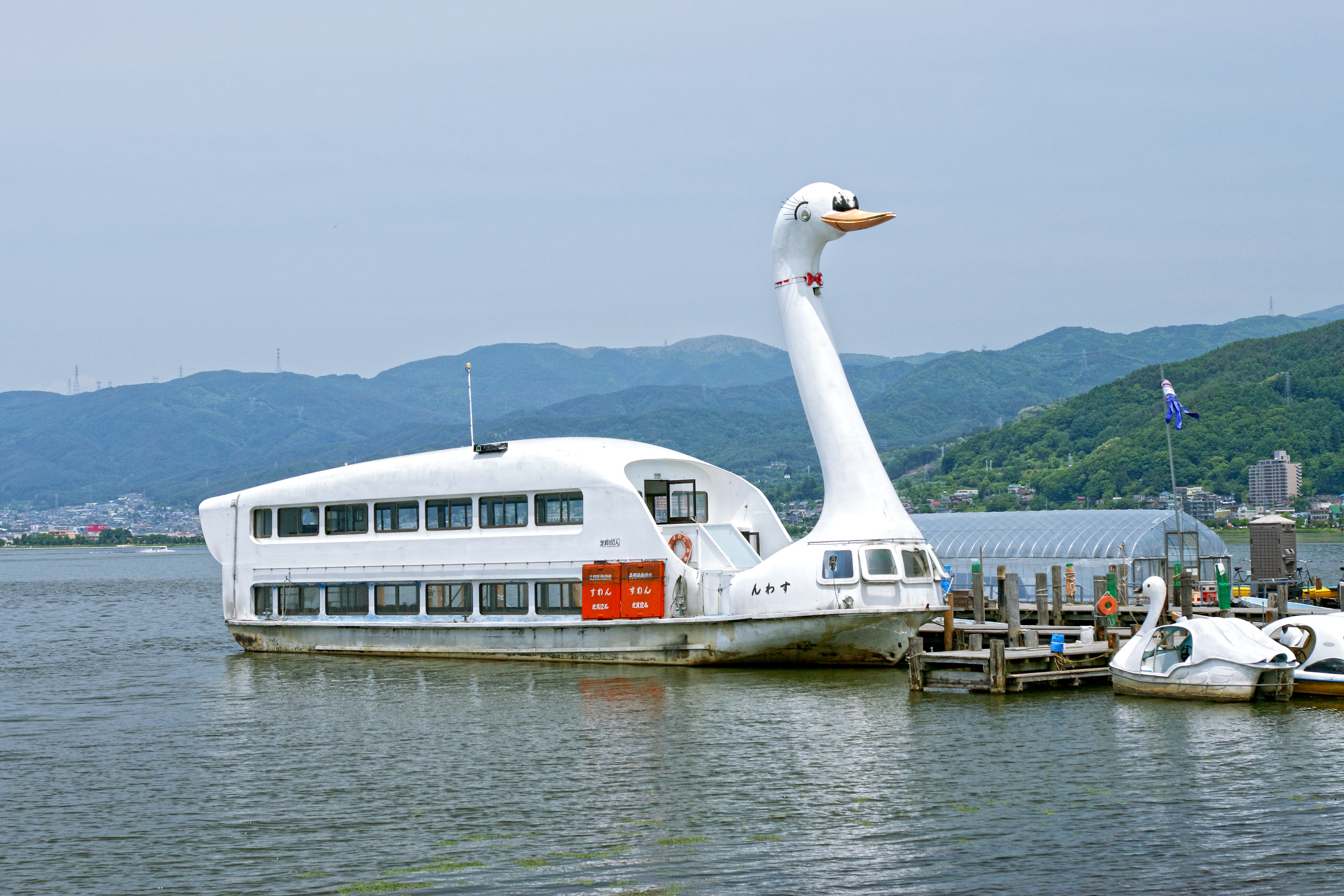
水鳥型の例（諏訪湖）

遊覧船の特性として、航行機能以外の目的を持ち、海域の船舶ではイルカやクジラなど海の生物を塗装したもの（一部は船体が海の生物を象っているもの）、帆船や海賊船などを真似た外装のものなどがある。また、湖では船体が白鳥を象ったものや外輪船のような特徴をもつものが運航されている。
遊覧の航路には、乗降地が同じ周遊型、乗降地が異なる片道型、乗降地が同じで目的地で折り返す折り返し型がある。

## 運航される主な観光地
フェリーや水上バスが遊覧船的に運航される地域を含む。

### 日本国内

#### 北海道地方
- 阿寒湖
- 知床半島
- オホーツク海（網走市・紋別市） - 砕氷船
- 野付湾
- 屈斜路湖【廃止】
- サロマ湖
- 朱鞠内湖
- 然別湖
- 支笏湖
- 洞爺湖
- 小樽海上観光船（小樽市） - あおばと
- 大沼
- 函館港

#### 東北地方
- 仏ヶ浦（青森県佐井村）
- 十和田湖（青森県・秋田県）
- 北山崎（岩手県田野畑村）
- 浄土ヶ浜（岩手県宮古市） - 1962年から2021年まで民営で運営され、2022年に公設民営方式で運航を再開[2][3]。
- 釜石港（岩手県釜石市）- はまゆり
- 猊鼻渓舟下り（岩手県一関市）
- 気仙沼湾（宮城県気仙沼市）
- 松島（宮城県）
- 金華山（宮城県石巻市）
- 田沢湖（秋田県仙北市）
- 最上川舟下り（山形県戸沢村）
- 猪苗代湖（福島県）
- 桧原湖（福島県北塩原村）
- 田子倉湖（福島県只見町）
- 奥只見湖（福島県・新潟県）

#### 関東地方
- 大洗港（茨城県大洗町） - パイレーツ
- 鹿島港（茨城県神栖市） - ユーリカ (16t)
- 霞ヶ浦（茨城県土浦市） - ホワイトアイリス (19t)
- 十二橋めぐり（前川十二橋めぐり：茨城県潮来市、加藤洲十二橋めぐり：千葉県香取市）
- 川治ダム（栃木県日光市）- 道の駅湯西川を拠点に水陸両用バスによるツアーが行われている。
- 鬼怒川ライン下り（栃木県日光市）
- 中禅寺湖（栃木県日光市） - けごん (118t)、アストリア (19t)
- 榛名湖（群馬県高崎市）
- 長瀞ライン下り（埼玉県長瀞町）
- 千葉港・幕張メッセ沖合遊覧（千葉県千葉市） - あすなろ (88t)、マリンプラネット (19t)
- 小野川舟めぐり（千葉県香取市佐原）
- 鯛の浦（千葉県鴨川市）
- 隅田川水上バス（東京都、浅草〜日の出桟橋ほか）
- 東京港周遊クルーズ（東京都） - アーバンランチ (19t)
- 東京港遊覧クルーズ（東京都品川区） -かのん、ルーク、ゼンフリート、チップ、Nifty52、ジーフリート
- 東京湾クルーズ（東京都）
- 横浜港港周遊「シーバス」（神奈川県横浜市） - リザーブ1 (49t)、シーバス (43t)、ゆめはま (19t)、エムワイキャビン (14t)他
- 横須賀港周遊「YOKOSUKA 軍港めぐり」(神奈川県横須賀市)
- 三崎港周遊「にじいろさかな号」(神奈川県三浦市)
- 芦ノ湖（神奈川県箱根町） - 芦ノ湖遊覧船、箱根海賊船
- 相模湖（神奈川県相模原市）
- 津久井湖（神奈川県相模原市）
- 宮ヶ瀬湖（神奈川県相模原市、愛川町、清川村）

#### 中部地方
- 尖閣湾（新潟県佐渡市）
- 信濃川（新潟県新潟市） - ウォーターシャトル
- 富山湾魚津沖（富山県魚津市） - しんきろう観光
- 黒部ダム（富山県立山町） - 2024年秋廃止
- 松川（富山県富山市）
- 富山湾氷見沖（富山県氷見市）
- 庄川の小牧ダム付近
- 能登半島巌門（石川県志賀町）
- 能登半島九十九湾（石川県能登町）
- 能登半島七尾湾（石川県七尾市）
- 東尋坊（福井県坂井市）
- 三方五湖（福井県若狭町・美浜町）
- 蘇洞門（福井県小浜市）
- 山中湖（山梨県山中湖村）
- 河口湖（山梨県富士河口湖町）
- 本栖湖（山梨県富士河口湖町・身延町）
- 諏訪湖（長野県岡谷市・諏訪市・下諏訪町）
- 野尻湖（長野県信濃町）
- 天竜川下り（長野県飯田市）
- 下田港（静岡県下田市）
- 石廊崎岬めぐり（静岡県南伊豆町）
- 三津湾（静岡県沼津市）
- 堂ヶ島（静岡県西伊豆町）
- 清水港（静岡県静岡市） - 富士山清水港クルーズ
- 井川湖（静岡県静岡市）
- 浜名湖舘山寺（静岡県浜松市）
- 恵那峡めぐり（岐阜県恵那市）
- 日本ライン下り【廃止】
- 名古屋港（愛知県名古屋市） - シャチホコ遊覧船
- 鳥羽湾（三重県鳥羽市） - 龍宮城・フラワーマーメイド
- 賢島・英虞湾（三重県志摩市） - エスペランサ

#### 近畿地方
- 琵琶湖（滋賀県） - 竹生島経由湖内各港、大津港付近など。
- 八幡堀と西の湖（滋賀県近江八幡市） - 水郷めぐり
- 保津川（京都府） - 保津川下り、亀岡市〜嵐山
- 天橋立・丹後半島（京都府） - 宮津〜天橋立〜一の宮、かもめ1号、かもめ1号、かもめ11号、かもめ12号
- 舞鶴港（京都府舞鶴市）
- 伊根湾（伊根町） - 湾内周遊 - 伊根湾めぐり遊覧船
- 濠川（京都市伏見区） - 十石舟、三十石舟
- 宇治川（宇治市）
- 淀川（大阪市） - 水上バス「アクアライナー」
- 大阪港 - 港周遊「サンタマリア」 (566t)
- 神戸港 - 港周遊・明石海峡大橋周遊・水上バス、ロイヤルプリンセス (414t)、シーグレース (190t)、ロイヤルプリンス (170t)、ファンタジー他
- 但馬御火浦（兵庫県新温泉町・香美町） - 浜坂港と香住港からそれぞれ運航
- 香住海岸（兵庫県香美町） - 香住東港からかすみ丸が運航、2016年廃止
- 円山川 - 城崎温泉〜日本海、屋形船
- 白良浜沿岸（和歌山県白浜町） - 沿岸周遊 - りんかい、せと、サンタリタ
- 串本海中公園（和歌山県串本町） - 海中観光「ステラマリス」
- 紀の松島（和歌山県那智勝浦町、太地町経由） - イルカ号1世 (87t)、くじら号 (19t)、オルカ号 (51t)
- 瀞峡（北山村、十津川村、新宮市）
- 大鳴門橋・鳴門の渦潮（淡路島福良港） - 咸臨丸（384t）、日本丸（383t）

#### 中国地方
- 浦富海岸（鳥取県岩美町）
- 湖山池
- 国賀海岸（島根県隠岐郡西ノ島町）
- 明屋海岸（島根県隠岐郡海士町） - 海中展望「あまんぼう」 (18t)
- 日御碕海岸（島根県出雲市） - 海中展望「第1うみねこ」（グラスボート）
- 松江城内堀外堀（島根県松江市） - 市内周遊
- 白島・浄土ヶ浦 - 中村〜白島〜よろい岩〜中村他、第8しらしま (17t)、ニューしらしま (19t)
- 倉敷川畔（岡山県倉敷市）
- 鞆の浦（広島県福山市）
- 帝釈峡・神竜湖
- 瀬戸大橋
- 太田川・厳島（宮島）・広島湾
- 宍道湖
- 青海島（山口県長門市）

#### 四国地方
- 大鳴門橋・鳴門の渦潮（徳島県鳴門市の鳴門公園亀浦港） - わんだーなると、アクアエディ（以上は鳴門観光汽船）、うずしお（うずしお汽船）
- 池田ダム（徳島県三好市）【廃止】
- ひょうたん島（徳島県徳島市） - ひょうたん島一周遊覧船
- 大鳴門橋・鳴門の渦潮 - 鳴門市〜亀浦港
- 水床湾竹ヶ島海中公園（徳島県海陽町） - 海中観光、ブルーマリン (17t)
- 大歩危峡（徳島県三好市）
- 吉野川 - 大歩危峡遊覧船
- 宇和海海中公園（愛媛県愛南町） - 船越〜宇和海海中公園周遊、ガイヤナ2 (16t)、ユメカイナ (16t)
- 四万十川（高知県四万十市）
- 竜串海中公園（高知県土佐清水市） - 海中展望

#### 九州地方
- 関門海峡・巌流島（山口県下関市の唐戸・福岡県北九州市門司区の門司港より出航）
- 博多港（福岡県福岡市）
- 芥屋の大門（福岡県糸島市）
- 柳川川下り（福岡県柳川市）
- 呼子（佐賀県唐津市）
- 長崎港・軍艦島（長崎県長崎市）
- 大村湾（長崎県大村市）
- 九十九島（長崎県佐世保市）
- 球磨川下り（熊本県人吉市）
- 牛深海中公園めぐり（熊本県天草市）
- 南郷（宮崎県日南市）
- 池田湖（鹿児島県指宿市）
- 黒之瀬戸海峡（鹿児島県阿久根市）

#### 南西諸島
- 新原ビーチ（沖縄県南城市）
- 部瀬名岬ブセナ海中公園（沖縄県名護市）

### 日本国外

#### ヨーロッパ

##### イギリス
- テムズ川

##### スイス
- レマン湖

##### ドイツ
- ライン川

##### フランス
- セーヌ川

#### アメリカ大陸

##### アメリカ合衆国
- シカゴ川・ミシガン湖 - 遊覧船の他、SSバジャーというフェリーも就航している。シカゴの公共交通機関#水上輸送も参照。
- ナイアガラ川・ナイアガラの滝
- ハドソン川（ニューヨーク）
- ミード湖・フーバーダム
- ピュージェット湾（シアトル）

#### アジア

##### 大韓民国
- 漢江（ソウル特別市） - 水上タクシー
- 忠州湖
- 済州道西帰浦市・済州市牛島

##### ベトナム
- ハロン湾